# Educació durant el franquisme
L'educació durant el franquisme fou el model d'organització de l'educació implantat durant la dictadura del general Francisco Franco Bahamonde (1939-1975). Com qualsevol model educatiu aquest pretenia la formació tant en habilitats dels futurs ciutadans com la transmissió de valors propis del sistema polític. En aquest darrer sentit el règim franquista pretenia eliminar l'obra educativa de la Segona República Espanyola, difonent a les escoles els principis ideològics dels vencedors de la Guerra Civil espanyola, establint un ideari pedagògic basat en el nacionalcatolicisme i depurar del magisteri el personal docent no afins al règim. Cal remarcar que durant la República l'ensenyança havia estat renovada en la metodologia pedagògica de caràcter europeïtzant en alguns centres amb la implantació d'algunes escoles basades en ideals llibertaris com ara les de Ferrer i Guàrdia o els de l'Escola Normal.

## Repressió
La repressió del règim es va aplicar amb duresa al professorat a partir de l'actuació de "Las Comisiones Depuradoras de Instrucción Pública". Es revisava l'actuació del professorat i s'autoritzava la seva continuïtat en el cos o la seva sanció. Calia demostrar no haver estat ni comunista, ni anarquista, ni separatista, ni francmaçó… Molts mestres, funcionaris de carrera, van sofrir trasllat forçós a altres escoles, situades en llocs allunyats d'on prestaven servei o en altres províncies. Altres van ser apartats de manera temporal o definitiva de l'ensenyament, i altres van preferir fugir a l'exili, per temor a les represàlies. Es calcula que el març de 1939, a Catalunya, més d'un miler de mestres foren exclosos de l'ensenyament i que per suplir-los s'enviaren mestres procedents d'Extremadura i Castella, així el règim s'assegurava el "desarrelament cultural" en l'educació dels infants catalans. Les places docents que quedaven vacants eren cobertes preferentment per ex combatents del bàndol nacional, molt identificats ideològicament amb el règim, però sense tenir una formació acadèmica adequada.
A les aules, els materials lectius o els mitjans d'expressió emprats havien de passar la censura per tal d'evitar continguts que podien ser considerats massa liberals. Els llibres de text havien de ser fidels als principis del Movimiento i, per tant, quedaven prohibits tots aquells aspectes relacionats amb els corrents científics i pedagògics europeus. L'escola, com la resta d'Espanya, es trobava immersa en una autarquia cultural, amb omnipresència dels continguts i valors de la religió catòlica.
Es prohibia també la coeducació de nois i noies per ser considerada contrària als principis religiosos i morals del règim. Els nens i nenes havien d'anar a classes separades a partir dels sis anys i així es mantindria fins a l'aprovació de la Llei General d'Educació de 1970.

## Evolució
L'escola franquista, com tots els sistemes educatius, es caracteritzava sobretot en l'etapa del primer franquisme (1939-59), per aportar a les aules els valors patriòtics i religiosos del règim:
- Es penjaven el crucifix, el quadre de la Immaculada i el retrat de Franco a cada aula.
- Obligació de resar el parenostre a l'inici de la jornada lectiva.
- Per entrar a l'aula calia dir la frase, a tall de cortesia "Ave Maria Purísima" que s'havia de respondre amb "sin pecado concebida".
- Pujar i abaixar la bandera a l'inici de la jornada escolar i quan aquesta finalitzava, acompanyant l'acció de la cantada de l'himne de la falange el cara al sol.

En els primers temps del franquisme, professors i alumnes havien d'assistir obligatòriament a la missa dels diumenges, processons.
L'ensenyament es feia tot en castellà i hi havia una separació de matèries a cursar per als nois i les noies. Els nois havien de cursar la matèria de "Formación del Espíritu Nacional" i les noies "Labores del Hogar".
S'invertia poc en educació i per aquest motiu les escoles públiques o Nacionales, amb pocs recursos i condicions precàries, acollien els alumnes de les classes populars; mentre que les classes benestants duien els seus fills a les escoles privades, la majoria d'ordes religiosos, que comptaven amb més recursos i tenien el control de l'ensenyament secundari i la formació de les elits.
Els canvis industrials, socials i culturals dels anys seixanta van evidenciar unes noves necessitats educatives relacionades amb el creixement industrial, que requeria mà d'obra més qualificada i les demandes d'una població que havia aconseguit més poder adquisitiu i sol·licitava millores en l'estructura educativa.
El 1970 es va aprovar la Ley General de Educación, que allargava l'ensenyament obligatori fins als catorze anys, s'incrementava la construcció d'escoles, per tal de reduir els índexs d'analfabetisme i es fixaven els trams educatius: 
- Ensenyament preescolar, no es contempla com a obligatori, ni gratuït i es deixa en mans privades.[7]
- Educació General Bàsica, període d'ensenyament obligatori, del sis als catorze anys.
- L'ensenyament secundari (no obligatori) es dividia entre: la formació professional i el Batxillerat Unificat Polivalent (BUP) i Curs d'Orientació Universitària (COU)

S'abandona la ideologia tradicional i catòlica envers un ensenyament més tecnocràtic, amb nous criteris pedagògics, però sempre sota la dinàmica de l'autoritarisme del règim.
També durant el tardofranquisme en el sector educatiu es produïren moviments d'oposició al franquisme. Aquests moviments, especialment a Catalunya, es van enquadrar en els anomenats moviments de renovació pedagògica, a través de l'Escola de Mestres Rosa Sensat i la represa de les escoles d'estiu, que defensaven els postulats de l'Escola Nova, mètodes pedagògics més democràtics i centrats en l'alumne, formació dels professors i potenciació de la inclusió del català a l'escola, sentit primigeni del naixement d'Òmnium Cultural, que tingué un paper cabdal en l'endegament d'ensenyament del català.